# 용인 경전철
용인 경전철(龍仁 輕電鐵) 또는 에버라인(Everline)은 경기도 용인시 기흥구에 있는 기흥역과 경기도 용인시 처인구에 있는 전대·에버랜드역을 잇는 용인경량전철의 경전철 노선이다. 2011년 4월 16일 개통 예정이었으나, 일부 노선 구간의 소음 민원과 시설물 안전에 관련된 문제점과 공사 시행사와 최종운영권자인 용인시와의 갈등으로 인하여 개통되지 못하고, 개통 시기는 여러 차례 무기한 연기되었으나, 이후 국제중재법원의 중재를 거쳐 용인시가 용인경량전철에 배상금을 정산하면서 해결되어, 2013년 4월 26일에야 뒤늦게 개통되었다. 안내 등에 사용되는 색은 ●연두색이다.
민간 자본 투자 회사에 대한 손실금 배상 문제로 환승 할인이 되지 않았다가, 2014년 9월 20일부터 수도권 전철의 운임 체계로 편입되었다. 통행방향은 어디서든 우측통행이다.

## 역사
- 1996년 12월: 경기도에서 용인시 경량 전철사업 추진 (재원부족으로 지연)
- 1997년 3월 24일: 정부에서 용인경전철을 SOC 민간투자사업으로 지정
- 1999년 12월 29일: 기획예산처에서 SOC 민간투자사업으로 재지정
- 2000년 7월 3일: 용인시에서 도시철도기본계획을 수립한 후 건설교통부에 건의
- 2001년 12월 15일: 용인도시철도 기본계획 확정[3]
- 2002년 8월 31일: 교통개발연구원 사업계획평가 완료
- 2002년 9월 27일: 용인시와 교통개발연구원 간에 협상의뢰에 따른 업무협약서 체결
- 2003년 12월 9일: 우선협상대상자 캐나다 봄바디어 컨소시엄 선정, 발표
- 2004년 7월 27일: 용인시 경량전철 건설사업 협약체결 (2008년 12월 완공 목표)
- 2005년 12월 17일: 착공
- 2007년 3월 27일: 용인시 지명위원회, 용인경전철 역명 결정
- 2010년 4월 21일: 2개 역명 변경 고시 - 구갈역에서 구갈역 (백남준아트센터)로, 수포역에서 둔전역로 변경
- 2010년 6월: 완공
- 2011년 1월 11일: 사업시행자 해지 통지
- 2011년 2월 18일: 용인 경전철(주) 국제상업회의소에 국제중재 신청
- 2011년 12월 28일: 분당선 죽전 - 기흥 구간 개통과 함께 개통 예정이었으나 무기한 연기
- 2013년 4월 17일: 1개 역명 변경 고시 - 구갈역 (백남준아트센터)에서 기흥역 (백남준아트센터)로 변경
- 2013년 4월 19일: 용인경전철 정상화 양해각서 체결 {용인시-용인경전철(주) (MRG부분 삭제)}
- 2013년 4월 26일: 개통 및 무임 운송(4월 28일까지)
- 2013년 4월 29일: 운임 징수 개시
- 2013년 7월 25일: 용인경량전철(주)의 용인경전철(주)(봄바디어 투자)의 사업시행자 지위 및 관리운영권 인수, 용인시와 용인경량전철(주) 간 변경실시협약 체결[4]
- 2014년 1월 9일: 기흥역 환승통로 개통(분당선과 연결)[5]
- 2014년 9월 20일: 수도권 전철 연락운송 체계로의 편입(별도 추가 운임 200원) 및 통합환승할인 적용
- 2024년 1월 29일: 1개 역명 변경 고시 - 운동장·송담대(중앙시장)역에서 용인중앙시장(용인예술과학대)역으로 변경

## 운영
- 용인경전철은 용인시와 용인경량전철(주)이 공동으로 추진하면서, 용인경량전철(주)이 총 사업비의 59%를 지불한 대신 2043년까지 30년간 관리운영권을 받는 BTO (수익형민자사업)형식이다.
- 새로운 양해각서 체결로 용인경전철 운영은 2013년 개통 이후 2016년까지 최초 3년간은 (주)봄바디어트랜스포테이숀코리아에서 담당하게 된다. 이후 2016년 8월부터 용인경전철 운영은 신분당선 전 구간을 위탁운영한 네오트랜스가 담당하고 있다.[6]
- 에버랜드까지 가는 직통열차도 만들 계획이 있으나 시간이 단축되지 않고 대피역이 없어서 하지 않게 되었다.

## 차량
- 용인경량전철 Y100호대 전동차

## 논란

### 준공 및 개통 무기한 연기
용인경전철은 2010년 7월 개통을 목표로 준공 및 시운전을 마친상황으로 마지막 준공절차를 남겨두고 용인시에서 다음과 같은 이유로 준공절차가 늦어져 개통이 지연되고 있었다.
- 소음대책과 탑승시스템 (EL/ES) 미비
- 차량 부품의 법정 부품 미사용
- 자금 재조달 계획 및 수도권 환승, 할인 시스템구축 이행

### 최소 운영 수입 보장
- 2009년 1월 19일 용인시와 용인경전철은 BTO 투자협약을 변경하면서 최소운영수입보장 비율(MRG)을 최초 90%에서 79.9%로 낮춰 재 협약 하였다.[8]
- 용인시는 용인경전철(주)에 대해 변경 협약에 대한 자금 재조달 계획을 요구하였으나 용인경전철에서 이를 이행하지 않아 준공확인을 내지 않았다고 밝혔다.
- 용인시는 2012년 4월 새로운 양해각서를 채결하면서 최소운영수입보장을 폐기하고[9], 비용보전(SCS) 방식으로 전환하였다.

### 2단계 판정
국제중재법원은 2012년 6월 20일 용인시에 '경전철 운행을 못해 발생한 손실 2,628억원을 용인경전철에 지급'하라는 판결을 통보하였다. 지난해 1차판결 5,159억원을 포함하여 총 7787억의 배상금이 발생했으며, '용인경전철 사업 재구조화 및 자금재조달 협약'에 따라 2차 배상금은 지방채 발행없이 민자투자금으로 전환해 30년간 분할 상환하기로 결정했다.

### 경과
- 2011년 1월 11일 : 용인경전철에서 실시협약상 의무불이행 조항을 근거로 용인시에 사업해지를 통보하였다.[11]
- 2011년 1월 20일 : 용인경전철은 경전철 운영요원 170명에 대한 정리해고를 통보하였으며, 사업해지에 따른 시설물 인수인계 협의개시를 통보하였다.
- 2011년 1월 21일 : 1차와 2차에 걸친 조정에서 용인시와 용인경전철간의 입장 차이를 줄이지 못하고 조정을 진행하지 못해 법원의 최종판결을 기다리고 있다.
- 2011년 2월 21일 : 용인경전철은 국제상공회의소 (ICC) 산하 국제중재법원에 국제 중재를 신청하면서 준공 및 운영개시 가처분 신청을 취소하였다.[12]
- 2011년 3월 5일 : 용인시 의회에서는 경전철 개통지연 원인과 책임을 따지기 위해 용인경전철조사특별위원회를 구성, 운영하기로 결정하였다.[13]
- 2011년 3월 19일 : 용인경전철(주)에서 결국 19대는 외부보관시설로 나머지 11대는 기존 차량 기지에 보관하였다.[14]
- 2011년 10월 11일 : 용인경전철이 국제상공회의소 (ICC) 산하 국제중재법원에 신청한 중재결과 용인시는 용인경전철에 우선 5,159억원을 지급하라는 1단계 판정을 내렸다.
- 2011년 12월 : 재협상 개시
- 2012년 3월 : 이정문 전 용인시장 구속영장 청구 (용인경전철 비리관련)
- 2012년 4월 12일 : 행정안전부는 용인시에 용인경전철 배상금 정산을 위한 지방채 4420억원의 추가 발행을 최종 승인했다.[15]
- 2012년 4월 19일 : 기존 사업 해지를 철회하고, 용인경전철 정상화를 위해 ‘새로운 사업구조로의 전환’을 핵심으로 하는 양해각서를 체결했다.[16]
- 2013년 4월 14일 : 용인시는 용인경전철(주)와 운영비 보전액을 놓고 협상을 벌였으나 별다른 타협점을 찾지 못하였다고 밝혔다.[17]
- 2013년 4월 19일 : 용인시와 용인경전철(주)는 용인시가 운영적자 보전액으로 연간 295억원을 지급하기로 합의하고 26일에 정상적으로 개통하기로 운행 협약을 맺었다.[18]

## 역 목록
2010년 4월 21일에 최종 결정된 역명을 따른다. 영업거리는 용인시청 경량전철과 제공.
용인 경전철은 기흥역을 제외한 모든 역들이 2면 2선의 상대형으로 운영되고 있다.
| 역 번호 | 역명                         | 로마자 역명                                       | 한자 역명                    | 접속 노선                 | 역간 거리 (km) | 누적 거리 (km) | 소재지 | 소재지 |
| ------- | ---------------------------- | ------------------------------------------------- | ---------------------------- | ------------------------- | -------------- | -------------- | ------ | ------ |
| Y110    | 기흥(백남준아트센터)         | Giheung (Nam June Baik Art Center)                | 器興(白南準아트센터)         | ● 수도권 전철 수인·분당선 | 0.000          | 0.000          | 경기도 | 용인시 |
| Y111    | 강남대                       | Kangnam University                                | 江南大                       |                           | 1.044          | 1.044          | 경기도 | 용인시 |
| Y112    | 지석                         | Jiseok                                            | 支石                         |                           | 1.062          | 2.106          | 경기도 | 용인시 |
| Y113    | 어정                         | Eojeong                                           | 御井                         |                           | 0.918          | 3.024          | 경기도 | 용인시 |
| Y114    | 동백                         | Dongbaek                                          | 東栢                         |                           | 1.185          | 4.209          | 경기도 | 용인시 |
| Y115    | 초당                         | Chodang                                           | 草堂                         |                           | 1.097          | 5.306          | 경기도 | 용인시 |
| Y116    | 삼가                         | Samga                                             | 三街                         |                           | 2.591          | 7.897          | 경기도 | 용인시 |
| Y117    | 시청·용인대                  | City Hall·Yongin University                       | 市廳·龍仁大                  |                           | 1.045          | 8.942          | 경기도 | 용인시 |
| Y118    | 명지대                       | Myeongji University                               | 明知大                       |                           | 1.034          | 9.976          | 경기도 | 용인시 |
| Y119    | 김량장                       | Gimnyangjang                                      | 金良場                       |                           | 0.755          | 10.731         | 경기도 | 용인시 |
| Y120    | 용인중앙시장(용인예술과학대) | Yongin Jungang Market (Yongin Arts&Science Univ.) | 龍仁中央市場(龍仁藝術科學大) |                           | 0.945          | 11.676         | 경기도 | 용인시 |
| Y121    | 고진                         | Gojin                                             | 古陳                         |                           | 0.935          | 12.611         | 경기도 | 용인시 |
| Y122    | 보평                         | Bopyeong                                          | 洑坪                         |                           | 1.750          | 14.361         | 경기도 | 용인시 |
| Y123    | 둔전                         | Dunjeon                                           | 屯田                         |                           | 1.027          | 15.388         | 경기도 | 용인시 |
| Y124    | 전대·에버랜드                | Jeondae·Everland                                  | 前垈·에버랜드                |                           | 2.626          | 18.014         | 경기도 | 용인시 |

## 운임 제도

### 수도권 전철 운임체계 적용
- 수도권 전철의 요금 인상과 200원 별도요금 폐지로 1650원이 되며 1회용 교통카드를 수도권 전철과 공용하게 된다.
- 수도권 전철 정기권 사용가능 (1단계 기준 운임이 1550원이므로 서울시내용을 제외하면 모두 사용가능하다)
- 할인 제도 : 수도권 통합요금제 준용, 버스와의 환승 할인 가능.
- 무임 제도 : 수도권 전철 운임체계 준용. (65세 이상 장애인 유공자 무임)

## 주의사항
- 터널내에 선로 옆에는 항상 전기가 흐르고 있어 무단으로 임의하차 시 감전 위험이 있다.

## 사건 사고
- 2025년 1월 대한민국 폭설 당시 폭설로 인해 1월 28일 오전 8시 36분 용인 경전철의 운행이 중단되었고[22] 오전 11시 10분 재개되었다.[23]

## 갤러리

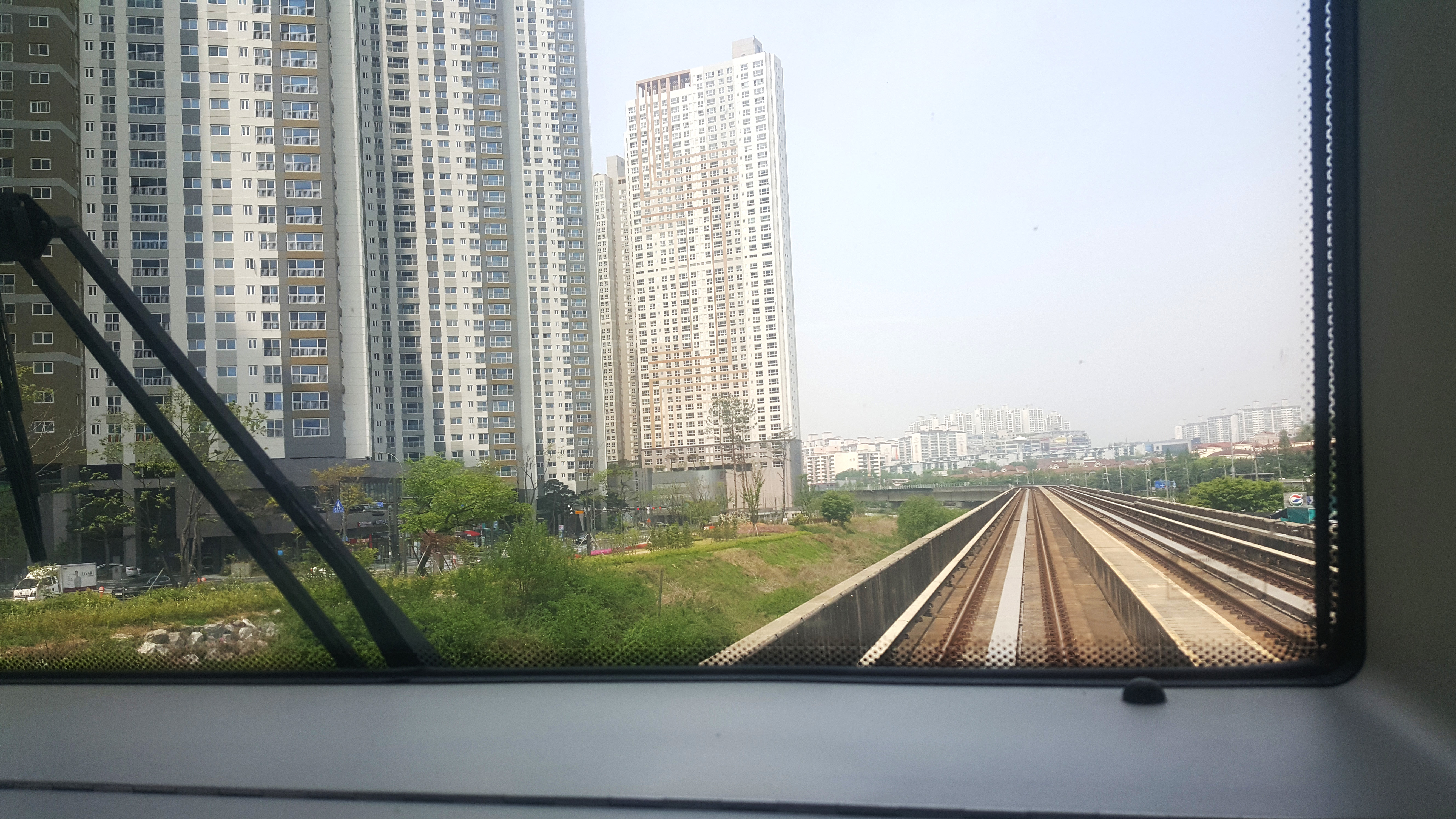
무인으로 운영되는 에버라인의 모습

## 같이 보기
- ● 신분당선- 에버라인 연장계획 (중장기 계획, 2020년 경기도 도시철도 기본계획에 들어있는 내용)에서 광교중앙역에서 환승될 예정이다.
- 수려선 - 기흥 ~ 운동장·송담대 구간은 수려선의 신갈 ~ 용인 구간과 경로가 거의 일치한다.
- 경전철